# Fleet Street
Fleet Street je londýnská ulice pojmenovaná po řece Fleet. Do 80. let 20. století byla centrem britského tisku. Ačkoli se z této ulice odstěhovala roku 2005 poslední zpravodajská společnost Reuters, zůstává pojem Fleet Street stále synonymem britského tisku. V současnosti je ulice spíše spojována se soudy a soudními kancelářemi.
Fleet Street v minulosti spojovala City s Westminsterem. Délka ulice vyznačuje expanzi City ve 14. století. Její východní konec je místem, kde ve středověku protékala kolem londýnských hradeb řeka Fleet; na jejím západním konci stojí Temple Bar, stanovující současné hranice City.
Na jižní straně ulice leží komplex budov Temple, původně patřící řádu Templářů; stojí zde dvě významné právnické koleje – Inner Temple a Middle Temple. V blízkém okolí má své sídlo i řada právnických kanceláří.
Vydávání novin začalo na Fleet Street kolem roku 1500, kdy žák Williama Caxtona Wynkyn de Worde založil poblíž Shoe Lane tiskárnu. Přibližně v téže době založil Richard Pynson poblíž kostela St Dunstan's vydavatelství a tiskárnu. Postupně se přidávali další vydavatelé, zaměření na právnickou tematiku. Prvním deníkem na světě byl Daily Courant, který vycházel na Fleet Street od března roku 1702.
Působil tu fiktivní holič a vrah Sweeney Todd.